# چور (مجارستان)
چور (به مجاری: Csór) یک شهرداری در مجارستان است که در ناحیه سکش‌فهروار واقع شده‌است. چور ۴۱٫۴۹ کیلومتر مربع مساحت و ۱٬۷۰۰ نفر جمعیت دارد.